# Francisco Villa, Moctezuma
Francisco Villa är en ort i Mexiko.   Den ligger i kommunen Moctezuma och delstaten San Luis Potosí, i den centrala delen av landet, 400 km nordväst om huvudstaden Mexico City. Francisco Villa ligger 1 812 meter över havet och antalet invånare är 220.
Terrängen runt Francisco Villa är kuperad åt sydväst, men åt nordost är den platt. Terrängen runt Francisco Villa sluttar brant österut. Runt Francisco Villa är det tätbefolkat, med 591 invånare per kvadratkilometer. Närmaste större samhälle är El Zapote, 19,4 km söder om Francisco Villa. Omgivningarna runt Francisco Villa är i huvudsak ett öppet busklandskap.